# Shihad
Shihad – nowozelandzki zespół rockowy założony w Wellington w 1988 roku. W 1995 roku wystąpił na festiwalu Metalmania.

## Skład

### Obecny skład
- Jon Toogood – śpiew, gitara (od 1988)
- Phil Knight – gitara, chórki (od 1988)
- Karl Kippenberger – gitara basowa (od 1991)
- Tom Larkin – perkusja (od 1988)

### Pierwotny skład
- Hamish Laing – gitara basowa (1989-1991)
- Geoff Duncan – gitara basowa (1988-1989)
- Geoff Daniels – gitara basowa (1989)

## Dyskografia

### Albumy
- Churn (1993)
- Killjoy (1995)
- Shihad (1996)
- The General Electric (1999)
- Pacifier (2002)
- Pacifier: Live (2003)
- Love Is the New Hate (2005)
- Beautiful Machine (2008)
- Ignite (2010)
- FVEY (2014)

### Minialbumy
- Devolve EP (1990)
- Happy Families Tour (1995)
- B-Sides (1996)
- The Blue Light Disco EP (1998)
- Alive (2005)

### Single
- „I Only Said” (1993)
- „Stations” (1994)
- „Derail” (1994)
- „You Again” (1995)
- „Bitter” (1995)
- „Gimme Gimme” (1995)
- „Deb's Night Out” (1996)
- „La La Land” (1996)
- „It's a Go” (1996)
- „A Day Away” (1997)
- „Home Again” (1997)
- „Yr Head Is a Rock” (1998)
- „Ghost From the Past” (1998)
- „My Mind's Sedate” (1999)
- „The General Electric” (2000)

- „Pacifier” (2000)
- „Sport and Religion” (2000)
- „Bootleg: The Channel Z Tapes” (2000)
- „Comfort Me” (2002)
- „Run” (2002)
- „Bullitproof” (2003)
- „Everything” (2003)
- „Alive” (2005)
- „All the Young Fascists” (2005)
- „Shot in the Head” (2005)
- „Dark Times” (2005)
- „None of the Above” (2006)
- „One Will Hear the Other” (2008)
- „Vampires” (2008)
- „Beautiful Machine” (2008)